# Корееведение

Географическое положение Кореи

Корееведение — комплекс наук, изучающих историю, экономику, политику, философию, язык, литературу, культуру древней и современной Кореи.
Учёные, занимающиеся корееведением, называются корееведами.

## Российские центры корееведения

### Корееведение в институтах Российской академии наук (РАН)
- Институт востоковедения РАН
- Институт Китая и современной Азии РАН
- Институт мировой экономики и международных отношений РАН
- Институт международных экономических и политических исследований РАН
- Институт этнологии и антропологии им. Н. Н. Миклухо-Маклая РАН
- Музей антропологии и этнографии им. Петра Великого (Кунсткамера) РАН
- Институт мировой литературы им. А. М. Горького РАН
- Институт лингвистических исследований РАН
- Институт археологии и этнографии Сибирского отделения РАН
- Институт истории, археологии и этнографии народов Дальнего Востока Дальневосточного отделения РАН. Центр корееведения
- Научный Центр евразийских исследований Российской академии естественных наук
- Центр Азиатско-тихоокеанских исследований Дипломатической Академии МИД России

### Университеты и другие высшие учебные заведения с востоковедческим образованием
- Институт стран Азии и Африки при МГУ
- Международный центр корееведения МГУ
- Кафедра востоковедения и Центр корейских исследований Новосибирского государственного университета
- Отделение востоковедения философского факультета Высшей школы экономики
- Восточный факультет Санкт-Петербургского государственного университета
- Московский государственный институт международных отношений (Университет) МИД РФ
- Московский государственный лингвистический университет
- Российский государственный гуманитарный университет
- Центр корейского языка и культуры, Институт междисциплинарных исследований Кореи при Восточном факультете СПбГУ
- Российский государственный педагогический университет имени А. И. Герцена
- Школа региональных и международных исследований,
- Кафедра корееведения и Центр корееведческих исследований Высшего колледжа корееведения Дальневосточного федерального университета
- Восточный факультет Уссурийского государственного педагогического института
- Хабаровский государственный педагогический университет
- Институт экономики и востоковедения Сахалинского государственного университета
- Институт экономики, права и естественных специальностей
- Институт восточных культур и античности РГГУ
- Российская ассоциация университетского образования
- Институт зарубежной филологии и регионоведения СВФУ
- Центр корееведения в Казанском федеральном университете
- Факультет башкирской филологии, востоковедения и журналистики Башкирский государственный университет (ныне Уфимский университет науки и технологий)

### Востоковедческие высшие учебные заведения на коммерческой основе
- Институт практического востоковедения
- Восточный университет

### Издательства, выпускающие литературу по Востоку
- Издательская фирма «Восточная литература» РАН
- Научно-издательский отдел Института востоковедения РАН
- Издательство «Петербургское востоковедение» OOO «Восток — Запад» (бывший Издательский дом «Муравей»)

### Журналы и другие периодические издания, печатающие материалы по Корее. Архивы. Библиотеки. Музеи

#### Библиотеки
- Российская государственная библиотека
- Всероссийская государственная библиотека иностранной литературы им. М. И. Рудомино
- Институт научной информации по общественным наукам РАН
- Отдел библиотечно-библиографического обслуживания ИНИОН при Институте востоковедения РАН
- Отдел библиотечно-библиографического обслуживания ИНИОН при Институте Дальнего Востока РАН (Синологическая библиотека)
- Государственная публичная историческая библиотека России
- Научная библиотека им. А. М. Горького МГУ
- Библиотека Международного центра корееведения МГУ
- Библиотека МГИМО (У)
- Библиотека Корейской культурно-информационной службы Посольства Республики Корея в РФ
- Библиотека и Отдел восточных рукописей СПб. филиала Института востоковедения РАН
- Библиотека Российской академии наук
- Российская национальная библиотека
- Библиотека Музея антропологии и этнографии им. Петра Великого (Кунсткамера) РАН
- Научная библиотека им. А. М. Горького Санкт-Петербургского государственного университета
- Научная библиотека ДВГУ
- Библиотека Высшего колледжа корееведения Восточного института ДВГУ

#### Музеи
- Государственный музей Востока
- Музей антропологии и этнографии РАН им. Петра Великого (Кунсткамера)
- Археологический музей Института истории, археологии и этнографии народов Дальнего Востока ДВО РАН
- Музей истории и культуры народов Сибири и Дальнего Востока